# دولت شکست‌خورده
دولت شکست‌خورده (به انگلیسی: failed state)، به دولتی گفته می‌شود که حاکمیت مرکزی به شدت ضعیف یا غیرموثر داشته، توانایی ادارهٔ کشور و ارائهٔ خدمات پایه را ندارد و معمولاً دچار بحران‌های امنیتی، اقتصادی و سیاسی جدی است.
این اصطلاح برای اشاره به دولت‌هایی به‌کار گرفته می‌شود که در پیاده‌سازی دو وظیفهٔ پایه‌ای دولت-ملت‌ها در جهان مدرن، ناکام مانده‌اند: ناتوانی در اعمال حاکمیت سرزمینی-جغرافیایی بر قلمروی خود و ناتوانی در حفاظت از مرزهایش. توان اعمال حاکمیت دولت شکست‌خورده، ضعیف است چنان‌که آنان توان انجام وظایفِ اداری-سازمانی مورد نیاز برای کنترل مردم و منابع را نمی‌دارد و تنها قادر به ارائهٔ خدماتِ عمومی، در سطح حداقلی‌اند. در حقیقت یک دولت شکست خورده حاکمیت قانونی خود را حفظ می‌کند، اما در قدرت سیاسی، اجرای قانون، و جامعه مدنی دچار فروپاشی شده است، که منجر به وضعیتی تقریباً شبیه هرج و مرج می‌شود. ویژگی‌های مشترک یک دولت شکست‌خورده شامل دولتی است که قادر به گرفتن مالیات و ادراه جمعیت، کنترل قلمرو، پر کردن دفاتر سیاسی یا مدنی یا حفظ زیرساخت‌های خود نیست. هنگامی که این اتفاق می‌افتد، فساد و جنایت گسترده، مداخله بازیگران دولتی و غیردولتی، ظهور پناهندگان و جابجایی غیرارادی جمعیت بیشتر می‌شود و افت شدید اقتصادی، و مداخله نظامی از داخل و خارج از دولت بسیار بیشتر است.
معیارهایی برای توصیف سطح حکمرانی دولت‌ها ایجاد شده است. سطح دقیق کنترل دولت برای جلوگیری از تلقی شدن به عنوان یک دولت شکست‌خورده در بین سازمان‌های مختلف به‌طور قابل توجهی متفاوت است. علاوه بر این، اعلام «فروپاشی» یک دولت به‌طور کلی بحث‌برانگیز است و وقتی قاطعانه اعلام شود، ممکن است پیامدهای ژئوپلیتیک قابل توجهی داشته باشد.

## تعاریف و مشکلات
طبق نظریات سیاسی ماکس وبر، دولت به عنوان حافظ انحصاری استفاده مشروع از نیروی فیزیکی در داخل مرزهای خود تعریف می‌شود. هنگامی که این انحصار شکسته شود (مثلاً از طریق حضور جنگ سالاران، گروه‌های شبه نظامی، پلیس فاسد، باندهای مسلح یا تروریسم)، وجود دولت مورد شبهه قرار می‌گیرد و دولت به یک دولت شکست‌خورده تبدیل می‌شود. دشواری تعیین اینکه آیا یک دولت «انحصار استفاده مشروع از زور» را حفظ می‌کند یا خیر، که به علت مشکلات تعریف واژه «مشروع» است، باعث می‌شود که دقیقاً مشخص نباشد که چه زمانی می‌توان گفت یک دولت شکست‌خورده است.
مشکل مشروعیت را می‌توان با درک دقیق منظور وبر از آن عبارت حل کرد. وبر توضیح می‌دهد که تنها دولت ابزار لازم برای خشونت فیزیکی را دارد. این بدان معنی است که دولت برای دستیابی به انحصار در داشتن ابزار خشونت (دفاکتو) به مشروعیت نیاز ندارد، اما در صورت نیاز به استفاده از آن (دوژور) به آن نیاز خواهد داشت.
به‌طور معمول، این اصطلاح به این معنی است که دولت ناکارآمد شده است و قادر به اجرای قوانین خود به‌طور یکسان یا ارائه کالاها و خدمات اساسی به شهروندان خود نیست. این نتیجه که یک حالت در حال شکست‌خوردگی است یا شکست‌خورده را می‌توان از مشاهده ویژگی‌های دولت و ترکیبات آنها گرفت. نمونه‌هایی از این ویژگی‌ها عبارتند از وجود شورش، فساد سیاسی شدید، نرخ بالای جرم و جنایت که حکایت از نیروی پلیس ناکارآمد است، بوروکراسی غیرقابل نفوذ و ناکارآمد، ناکارآمدی قضایی، مداخله نظامی در سیاست، و تحکیم قدرت توسط بازیگران منطقه ای به گونه ای که با نفوذ مقامات ملی رقابت کند یا آن را از بین ببرد. مفهومی با عنوان «شهرهای شکست‌خورده» نیز ایجاد شده است. شهر شکست‌خورده بر اساس این تصور است که در حالی که یک دولت ممکن است به‌طور کلی کار کند، اما سیاست‌ها در سطح دولتی ممکن است از نظر زیرساخت، اقتصاد و سیاست اجتماعی سقوط کنند. برخی مناطق یا شهرها حتی ممکن است خارج از کنترل دولت قرار گیرند و عملاً به بخش غیرقابل کنترل کشور تبدیل شوند.
هیچ تعریف منسجم یا قابل اندازه‌گیری از «وضعیت شکست‌خوردگی» وجود ندارد. ماهیت ذهنی شاخص‌هایی که برای استنباط حالت دولت شکست‌خوردگی استفاده می‌شوند به درک مبهم از این اصطلاح منجر شده است. برخی از محققان بر ظرفیت و اثربخشی دولت برای تعیین شکست‌خوردگی یا عدم شکست‌خوردگی یک دولت تمرکز می‌کنند. بعضی دیگر، مانند صندوق صلح از سایر شاخص‌ها مانند شاخص آسیب‌پذیری کشورها برای ارزیابی دموکراتیک نهادهای یک دولت به عنوان ابزاری برای تعیین میزان شکست‌خوردگی آنها استفاده می‌کنند. در نهایت، سایر محققان استدلال خود را بر مشروعیت دولت، ماهیت دولت، رشد خشونت جنایتکارانه در یک دولت، نهادهای اقتصادی، یا توانایی دولت‌ها برای کنترل قلمرو آن متمرکز می‌کنند.

## سنجش

نقشه جهان بر اساس شاخص آسیب‌پذیری کشورها ۲۰۲۰
اعلام خطر بسیار بالا (۱۱۱–۱۲۰)
اعلام خطر بالا (۱۰۱–۱۱۰)
اعلام خطر(۹۱–۱۰۰)
هشدار بالا (۸۱–۹۰)
هشدار افزایش یافته (۷۱–۸۰)
هشدار (۶۱–۷۰)
باثباتی کمتر (۵۱–۶۰)
باثبات(۴۱–۵۰)
باثباتی بیشتر (۳۱–۴۰)
پایدار (۲۱–۳۰)
خیلی پایدار (۰–۲۰)
داده در دسترس نیست

روش‌های سنجش وضعیت شکست‌خوردگی به‌طور کلی به دو رویکرد کمی و کیفی تقسیم می‌شوند.

### رویکرد کمی
سنجش کمی وضعیت درماندگی به این معنی است که شاخص‌ها و رتبه‌بندی‌ها اهمیت ویژه ای دارد. با این حال، شاخص‌های دیگری نیز برای توصیف شکست‌خوردگی دولت استفاده می‌شوند که اغلب بر سطح توسعه‌یافتگی دولت تمرکز می‌کنند (مانند شاخص خانه آزادی (FHI)، شاخص توسعه انسانی (HDI)، یا شاخص‌های حکمرانی جهانی که توسط بانک جهانی ارائه می‌شود).

#### شاخص آسیب‌پذیری کشورها
شاخص آسیب‌پذیری کشورها از زمان اولین انتشار خود در سال ۲۰۰۵ توجه نسبتاً زیادی را به خود جلب کرده است. این رتبه‌بندی که توسط مجله فارین پالیسی ارائه شده است، ۱۷۸ کشور را بر اساس آنالیز تحلیلی باابزار سیستم ارزیابی تعارض (CAST) صندوق صلح بررسی می‌کند.
شاخص آسیب‌پذیری کشورها (FSI) در گزارش سالانه خود که توسط صندوق صلح تهیه و توسط مجله فارین پالیسی منتشر شد شاخص کشورها را در چهار دسته طبقه‌بندی می‌کند. دسته اعلام خطر به رنگ قرمز تیره، هشدار به رنگ نارنجی و زرد و با ثبات و پایدار به رنگ سبز است. FSI از دو معیار استفاده می‌کند تا براساس آن یک کشور را واجد شرایط قرار گرفتن در فهرست بداند: اولاً، کشور باید عضو سازمان ملل باشد، و ثانیاً، باید حجم نمونه قابل توجهی از محتوا و داده‌ها برای آن کشور وجود داشته باشد تا امکان تجزیه و تحلیل معنادار فراهم شود. سه گروه‌بندی اجتماعی، اقتصادی و سیاسی با دوازده شاخص کلی وجود دارد.
شاخص‌های اجتماعی:
- فشارهای جمعیتی
- پناهندگان یا آوارگان داخلی
- نارضایتی عمومی
- فرار مغزها

شاخص‌های اقتصادی:
- توسعه نابرابر اقتصادی
- فقر و زوال اقتصادی

شاخص‌های سیاسی و نظامی:
- مشروعیت دولت
- خدمات عمومی
- حقوق بشر و حاکمیت قانون
- دستگاه امنیتی
- نخبگان جناح‌بندی شده
- مداخله خارجی

شاخص‌ها هر کدام برای ۱۰ امتیاز دارند و مجموعاً به ۱۲۰ می‌رسند.

### رویکرد کیفی
رویکرد کیفی چارچوب‌های نظری را در بر می‌گیرد. به‌طور معمول، این نوع اندازه‌گیری از مدل‌های مرحله ای استفاده می‌کند تا امکان طبقه‌بندی حالت‌ها را فراهم کند. در سه تا پنج مرحله، محققان وضعیت شکست‌خوردگی را به عنوان یک فرایند نشان می‌دهند.
مدل مرحله‌ای اولریش شنکنر (۲۰۰۶) سه عنصر اصلی، انحصار خشونت، مشروعیت و حاکمیت قانون را تعریف می‌کند. تیپولوژی آن مبتنی بر منطق امنیت‌محور است، سپس ارتباط انحصار خشونت را در مقایسه با دو مورد دیگر نشان می‌دهد و در عین حال به عنوان پیش شرط یک دولت کارآمد عمل می‌کند. چهار نوع دولت او عبارتند از: دولت‌های تلفیقی و در حال تثبیت، دولت‌های ضعیف، دولت‌های شکست‌خورده و دولت‌های فروپاشیده.
نوع اول دولت‌های فعال هستند. همه کارکردهای اصلی دولت در بلندمدت عمل می‌کنند. در دولت‌های ضعیف، انحصار قدرت همچنان پابرجاست، اما دو حوزه دیگر کمبودهای جدی را نشان می‌دهند. دولت‌های در حال شکست فاقد انحصار قدرت هستند، در حالی که سایر بخش‌ها حداقل تا حدی عمل می‌کنند. در نهایت، دولت‌های شکست‌خورده تحت سلطه ساختارهای نیمه‌دولتی هستند که مشخصه آن بازیگرانی است که سعی در ایجاد نظم داخلی خاصی دارند، اما دولت نمی‌تواند به اندازه کافی به سه عنصر اصلی خدمت کند.
هر دو رویکرد تحقیق برخی بی‌نظمی‌ها را نشان می‌دهند. در حالی که رویکرد کمی فاقد شفافیت در مورد شاخص‌های خود و ایجاد تعادل در فرایند ارزیابی کشورهاست، رویکرد کیفی تنوع کانون‌های مختلف را نشان می‌دهد. یکی از اختلافات عمده این سؤال است که آیا تمام مراحل باید به‌طور مداوم انجام شود یا اینکه آیا یک دولت می‌تواند از یک مرحله بگذرد. شنکنر تأکید می‌کند که مدل او در واقع نباید به عنوان یک مدل مرحله ای تفسیر شود، زیرا به نظر او، دولت‌ها لزوماً در هر مرحله خاص نیستند. مدل رابرت روتبرگ زیربنای یک منطق ترتیبی است و بنابراین، دلالت بر این دارد که فرایند حالت شکست‌خوردگی یک زنجیره زمانی از مراحل است.